# Mohamed Benhamadi
Mohamed Amine Benhamadi (ur. 29 lipca 1972) – algierski zapaśnik walczący w obu stylach. Zajął 33 miejsce na mistrzostwach świata w 1999. Brązowy medalista igrzysk afrykańskich w 1991 i 1999.
Zdobył siedem medali na mistrzostwach Afryki w latach 1997 – 2006. Zdobył brązowy medal na igrzyskach śródziemnomorskich w 1997; czwarty w 2001 i szósty w 1991. Srebrny medalista igrzysk panarabskich w 1997. Trzeci na mistrzostwach arabskich w 1995 roku.